# Global Industry Game Awards

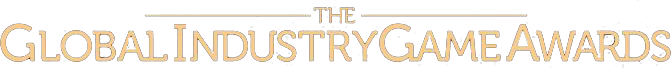
Logo der Global Industry Game Awards

Die Global Industry Game Awards (GIGA) war eine von der International Game Developers Association organisierte brancheninterne Preisverleihung für Mitwirkende von Computerspielen. Die von Unternehmen der Videospielindustrie gesponserten Auszeichnungen wurden in den Jahren 2021 und 2022 auf der devcom Developer Conference im Rahmen der gamescom in Köln verliehen. Spiele wurden in sieben Kategorien mit zahlreichen Unterkategorien nominiert. Stimmberechtigt waren alle Mitglieder der IGDA, die sich bei der Stimmabgabe mit ihrer Mitgliedsnummer verifizieren.

## Preisverleihung 2021
Die fast 200 Nominierungen in fast 40 Kategorien für die erste Preisverleihung wurden im Juli 2021 bekanntgegeben. Die meistnominierten Teams oder Personen waren Mitwirkende an The Last of Us 2 (13 Nominierungen) und Hades (zehn Nominierungen). Weitere mehrfach nominierte Titel waren Marvel’s Spider-Man: Miles Morales (neun Nominierungen), Ghost of Tsushima (acht Nominierungen), Half-Life: Alyx, Genshin Impact, Mortal Shell (jeweils sieben Nominierungen), Cyberpunk 2077 (sechs Nominierungen), Assassin’s Creed Valhalla, Fall Guys: Ultimate Knockout, Final Fantasy VII Remake (jeweils fünf Nominierungen), Doom: Eternal, Microsoft Flight Simulator, Ori and the Will of the Wisps (jeweils vier Nominierungen), Noita, 13 Sentinels: Aegis Rim, Apex: Legends, Destiny 2, Factorio, Paper Mario: The Origami King, Subnautica: Below Zero, Yakuza: Like a Dragon (jeweils drei Nominierungen), Among Us, Watch Dogs: Legion, Animal Crossing: New Horizons, Astro’s Playroom, Call of Duty: Warzone, Crash Bandicoot 4: It’s About Time, Crusader Kings 3, Deep Rock Galactic, Fortnite, Mario Kart Live: Home Circuit, Persona 5 Strikers und Spelunky 2 (jeweils zwei Nominierungen).
Die Verleihung fand am 27. August 2021 in Köln statt. Mit neun Auszeichnungen war Hades das erfolgreichste Spiel der Verleihung. Der Award wurde von Xsolla Clubs, Keywords Studios und Ubisoft Montreal gesponsert. Nachfolgend gelistet die Gewinner der einzelnen Kategorien sowie die Nominierten.
| 2D-Animation (2D Animation) | 2D-Charakterdesign (2D Character Design) |
| --- | --- |
| - Hades – entwickelt von Supergiant Games - Disc Room – entwickelt von Terri, Dose, Kitty, and JW - Neon City Riders – entwickelt von Mecha Studios - Ori and the Will of the Wisps – entwickelt von Moon Studios - There is No Game: Wrong Dimension – entwickelt von Draw Me A Pixel                                          | - Hades – entwickelt von Supergiant Games - 13 Sentinels: Aegis Rim – entwickelt von Vanillaware - Monster Train – entwickelt von Shiny Shoe LLC - One Step From Eden – entwickelt von Thomas Moon Kang - Ori and the Will of the Wisps – entwickelt von Moon Studios                                                                         |
| 2D-Umgebung (2D Environment Art) | 3D-Animation Spiel (3D Animation) |
| - Ori and the Will of the Wisps – entwickelt von Moon Studios - Carrion – entwickelt von Phobia Game Studio - Hades – entwickelt von Supergiant Games - Noita – entwickelt von Nolla Games - Tunche – entwickelt von LEAP Game Studios                                                                                          | - The Last of Us Part II – entwickelt von Naughty Dog - Crash Bandicoot 4: It’s About Time – entwickelt von Toys for Bob - Final Fantasy VII Remake – entwickelt von Square Enix - Ghost of Tsushima – entwickelt von Sucker Punch Productions - Marvel’s Spider-Man: Miles Morales – entwickelt von Insomniac Games                          |
| 3D-Charakterdesign (3D Character Design) | 3D-Umgebung (3D Environment Art) |
| - Cyberpunk 2077 – entwickelt von CD Projekt, CD Projekt RED - Ghost of Tsushima – entwickelt von Sucker Punch Productions - The Last of Us Part II – entwickelt von Naughty Dog - Genshin Impact – entwickelt von miHoYo - Mortal Shell – entwickelt von Cold Symmetry                                                         | - Ghost of Tsushima – entwickelt von Sucker Punch Productions - Astro’s Playroom – entwickelt von Team Asobi, Sony Interactive Entertainment Japan Studio - Deep Rock Galactic – entwickelt von Ghost Ship Games - Subnautica: Below Zero – entwickelt von Unknown Worlds Entertainment - The Last of Us Part II – entwickelt von Naughty Dog |
| Kinematographie (Cinematography) | Benutzeroberfläche (UI Art) |
| - The Last of Us Part II – entwickelt von Naughty Dog - Cyberpunk 2077 – entwickelt von CD Projekt, CD Projekt RED - Genshin Impact – entwickelt von miHoYo - Mortal Shell – entwickelt von Cold Symmetry - Persona 5 Strikers – entwickelt von Omega Force, Atlus, P Studio                                                    | - Hades – entwickelt von Supergiant Games - Animal Crossing: New Horizons – entwickelt von Nintendo, Nintendo EPD - Doom Eternal – entwickelt von id Software - Final Fantasy VII Remake – entwickelt von Square Enix - Mortal Shell – entwickelt von Cold Symmetry                                                                           |
| Visuelle Effekte (VFX) | Musikkomposition (Music Composition) |
| - Noita – entwickelt von Nolla Games - Final Fantasy VII Remake – entwickelt von Square Enix - Ghost of Tsushima – entwickelt von Sucker Punch Productions - Nioh 2 – entwickelt von Team Ninja, Koei Tecmo - Valorant – entwickelt von Riot Games                                                                              | - Doom Eternal – entwickelt von id Software - Animal Crossing: New Horizons – entwickelt von Nintendo, Nintendo EPD - Final Fantasy VII Remake – entwickelt von Square Enix - Ori and the Will of the Wisps – entwickelt von Moon Studios - Star Wars: Squadrons – entwickelt von Motive Studios                                              |
| Sounddesign (Sound Design) | Synchronsprechen (Voice Acting) |
| - Ghost of Tsushima – entwickelt von Sucker Punch Productions - Marvel’s Spider-Man: Miles Morales – entwickelt von Insomniac Games - Mortal Shell – entwickelt von Cold Symmetry - Paper Mario: The Origami King – entwickelt von Intelligent Systems - The Last of Us Part II – entwickelt von Naughty Dog                    | - Hades – entwickelt von Supergiant Games - Cyberpunk 2077 – entwickelt von CD Projekt, CD Projekt RED - Genshin Impact – entwickelt von miHoYo - Marvel’s Spider-Man: Miles Morales – entwickelt von Insomniac Games - The Last of Us Part II – entwickelt von Naughty Dog                                                                   |
| Zugänglichkeitsinnovation (Accessibility Innovation) | Gameplay-Design (Gameplay Design) |
| - Assassin’s Creed Valhalla – entwickelt von Ubisoft Montreal - Apex Legends – entwickelt von Respawn Entertainment - Grounded – entwickelt von Obsidian Entertainment - The Last of Us Part II – entwickelt von Naughty Dog - Marvel’s Spider-Man: Miles Morales – entwickelt von Insomniac Games                              | - Fall Guys: Ultimate Knockout – entwickelt von Mediatonic - Deep Rock Galactic – entwickelt von Ghost Ship Games - Phasmophobia – entwickelt von Kinetic Games - Spelunky 2 – entwickelt von Mossmouth, BlitWorks - Void Bastards – entwickelt von Blue Manchu, Blue Manchu Pty. Ltd.                                                        |
| Level-Design (Level Design) | Ernsthaftes Spieldesign (Serious Game Design) |
| - Half-Life: Alyx – entwickelt von Valve Corporation - Crash Bandicoot 4: It’s About Time – entwickelt von Toys for Bob - Doom Eternal – entwickelt von id Software - Ghostrunner – entwickelt von One More Level, Slipgate Ironworks - Subnautica: Below Zero – entwickelt von Unknown Worlds Entertainment                    | - Poly Bridge 2 – entwickelt von Dry Cactus - Airway Ex – entwickelt von Level Ex, Inc. - Dr Kawashima’s Brain Training (Nintendo Switch) – entwickelt von Nintendo - eQuoo – entwickelt von PsycApps Ltd - MOLEK-SYNTEZ – entwickelt von Zachtronics                                                                                         |
| Systemdesign (Systems Design) | Benutzerfreundlichkeit (UI/UX) |
| - Hades – entwickelt von Supergiant Games - Crusader Kings 3 – entwickelt von Paradox Development Studio - Factorio – entwickelt von Wube Software - Subnautica: Below Zero – entwickelt von Unknown Worlds Entertainment - Yakuza: Like a Dragon – entwickelt von Ryu Ga Gotoku Studio                                         | - Hades – entwickelt von Supergiant Games - Crusader Kings 3 – entwickelt von Paradox Development Studio - Factorio – entwickelt von Wube Software - Half-Life: Alyx – entwickelt von Valve Corporation - Paper Mario: The Origami King – entwickelt von Intelligent Systems                                                                  |
| Erfolge einer neuen Technologie (Achievements in New Technology) | Künstliche Intelligenz (Artificial Intelligence) |
| - Half-Life: Alyx – entwickelt von Valve Corporation - Dreams – entwickelt von Media Molecule - Marvel’s Spider-Man: Miles Morales – entwickelt von Insomniac Games - Microsoft Flight Simulator – entwickelt von Asobo Studio - Xbox Adaptive Controller – entwickelt von Microsoft                                            | - Assassin’s Creed Valhalla – entwickelt von Ubisoft Montreal - FIFA 21 – entwickelt von EA Sports - Marvel’s Spider-Man: Miles Morales – entwickelt von Insomniac Games - Mortal Shell – entwickelt von Cold Symmetry - The Last of Us Part II – entwickelt von Naughty Dog                                                                  |
| Audiotechnologie (Audio Technology) | Spiele-Engine-Technologie (Engine Technology) |
| - Ghost of Tsushima – entwickelt von Sucker Punch Productions - Amnesia: Rebirth – entwickelt von Frictional Games - Assassin’s Creed Valhalla – entwickelt von Ubisoft Montreal - Mortal Shell – entwickelt von Cold Symmetry - The Dark Pictures Anthology: Little Hope – entwickelt von Supermassive Games                   | - Unreal Engine 4 – entwickelt von Epic Games - Half-Life: Alyx – entwickelt von Valve Corporation - Mario Kart Live: Home Circuit – entwickelt von Velan Studios - Microsoft Flight Simulator – entwickelt von Asobo Studio - RE Engine – entwickelt von Capcom                                                                              |
| Spieltechnologie (Gameplay Technology) | Grafiktechnologie (Graphics Technology) |
| - Half-Life: Alyx – entwickelt von Valve Corporation - Astro’s Playroom – entwickelt von Team Asobi, Sony Interactive Entertainment Japan Studio - Factorio – entwickelt von Wube Software - Mario Kart Live: Home Circuit – entwickelt von Velan Studios - Marvel’s Spider-Man: Miles Morales – entwickelt von Insomniac Games | - Noita – entwickelt von Nolla Games - Half-Life: Alyx – entwickelt von Valve Corporation - Ghost of Tsushima – entwickelt von Sucker Punch Productions - Marvel’s Spider-Man: Miles Morales – entwickelt von Insomniac Games - The Last of Us Part II – entwickelt von Naughty Dog                                                           |
| Netzwerktechnologie (Networking Technology) | Systemtechnologie (Systems Technology) |
| - Microsoft Flight Simulator – entwickelt von Asobo Studio - Call of Duty Mobile – entwickelt von TiMi Studios - Call of Duty: Warzone – entwickelt von Infinity Ward, Raven Software - Fall Guys: Ultimate Knockout – entwickelt von Mediatonic - Mortal Kombat 11 Ultimate – entwickelt von NetherRealm Studios               | - Watch Dogs: Legion – entwickelt von Ubisoft - Half-Life: Alyx – entwickelt von Valve Corporation - Spelunky 2 – entwickelt von Mossmouth, BlitWorks - The Last of Us Part II – entwickelt von Naughty Dog - The Walking Dead: Saints & Sinners – entwickelt von Skydance Interactive                                                        |
| Community Management (Community Management) | Kundendienst (Customer Support) |
| - Among Us – entwickelt von Innersloth - Blaseball – entwickelt von The Game Band - Destiny 2 – entwickelt von Bungie, Inc - Fall Guys: Ultimate Knockout – entwickelt von Mediatonic - No Man’s Sky – entwickelt von Hello Games                                                                                               | - Fall Guys: Ultimate Knockout – entwickelt von Mediatonic - Apex Legends – entwickelt von Respawn Entertainment - Destiny 2 – entwickelt von Bungie, Inc - Fortnite – entwickelt von People Can Fly, Epic Games - World of Warcraft: Shadowlands – entwickelt von Blizzard Entertainment                                                     |
| Vertrieb (Marketing) | Produktion/Verwaltung (Production/Management) |
| - Xbox Game Pass – entwickelt von Microsoft - Among Us – entwickelt von Innersloth - Cyberpunk 2077 – entwickelt von CD Projekt, CD Projekt RED - Genshin Impact – entwickelt von miHoYo - PlayStation 5 – entwickelt von Sony Interactive Entertainment                                                                        | - Marvel’s Spider-Man: Miles Morales – entwickelt von Insomniac Games - Assassin’s Creed Valhalla – entwickelt von Ubisoft Montreal - Call of Duty: Warzone – entwickelt von Raven Software, Infinity Ward - Destiny 2 – entwickelt von Bungie, Inc - Genshin Impact – entwickelt von miHoYo                                                  |
| Qualitätssicherung (Quality Assurance) | Forschung & Analytik (Research & Analytics) |
| - Doom Eternal – Addison Ziegler - Ark: Survival Evolved - Fall Guys: Ultimate Knockout – Chris Barnett, Sandy King, Tom Molloy und 45 weitere - Fortnite - Paper Mario: The Origami King | - Microsoft Flight Simulator - A3: Still Alive – Min Kwan Kwon - Genshin Impact – Genshin Impact Team - Harry Potter: Puzzles & Spells – Matt Penfield, Vivian Lau, Melissa O’Farrell und 11 weitere - Legends of Runeterra – Riot Games |
| Dialogue (Dialogue) | Erzählerische Gestaltung (Narrative Design) |
| - Hades – Greg Kasavin, Darren Korb - 13 Sentinels: Aegis Rim – 13 Sentinels: Aegis Rim Development Team - Cyberpunk 2077 - The Last of Us Part II - Yakuza: Like a Dragon – Masayoshi Yokoyama, Ryousuke Horii | - Hades – Greg Kasavin, Gavin Simon - Cyberpunk 2077 - If Found… – Llaura McGee, Eve Golden-Woods, Liadh Young - Mortal Shell – Andrew McLennan-Murray, Ryan Schapals, Vitaly Bulgarov und 1 weitere - Spiritfarer – Nicolas Guérin, Alex Tommi-Morin, Maxime Monast                                                                          |
| Geschichte (Story) | Aufbau der Welt (World Building) |
| - The Last of Us Part II – Neil Druckmann, Halley Gross, Josh Scherr und 1 weitere - Assassin’s Creed Valhalla - Final Fantasy VII Remake – Kazushige Nojima, STELLAVISTA LTD - Persona 5 Strikers – Daisuke Kanada, Kazutoshi Sekiguchi - Yakuza: Like a Dragon – Masayoshi Yokoyama, Tsuyoshi Furuta                          | - Ghost of Tsushima – Sucker Punch Productions - 13 Sentinels: Aegis Rim – 13 Sentinels: Aegis Rim Development Team - Genshin Impact – Genshin Impact Team - Immortals Fenyx Rising – Karl Onnée, Derek Fortin, Louis Lemieux und 103 weitere - Umurangi Generation – Naphtali Faulkner, Thor Heemskerk                                       |
| Vertretung (Representation) | Aufstrebendes Indie-Studio (Upcoming Indie) |
| - Hades – Greg Kasavin, Jen Zee, Darren Korb, Amir Rao - Apex Legends - League of Legends – Riot Games - The Last of Us Part II - Watch Dogs: Legion – Christopher Dragert, Pawel Kubiak, Darian Tse und 6 weitere | - Kinetic Games – Daniel Knight, Corey Dixon, Benjamin Lavender - 10 Chambers – Ulf Andersson, Simon Viklund, Hjalmar Vikström und 8 weitere - Awe Interactive - Glumberland – Rebecca Cordingley, Ben Wasser, Pedro Silva und 25 weitere - Thomas Moon Kang – Thomas Moon Kang, Keisuke Hayase, Kati Sarin Singhasaneh und 2 weitere         |
| Vielfalt und Inklusion am Arbeitsplatz (Workplace Diversity and Inclusivity) | |
| - Microsoft - 2K Games - Creative Assembly - Kitfox Games - Schell Games – Mike Geeter, Nathan Dean, Lauren Reed und 5 weitere | |

## Preisverleihung 2022
Die Preisverleihung 2022 fand am 27. Oktober 2022 statt. Die größten Gewinner waren Arkane Studios mit 13 Auszeichnungen für Deathloop und Hazelight Studios mit zehn Auszeichnungen für It Takes Two. Weitere Auszeichnungen gingen an Witch Beam für Unpacking, Housemarque für Returnal, Insomniac Games für Ratchet & Clank: Rift Apart, Playground Games für Forza Horizon 5, Kitfox für Boyfriend Dungeon, Deck Nine für Life is Strange: True Colors und Iron Gate AB für Valheim, Square Enix mit Final Fantasy XIV: Endwalker und den Entwickler Double Loop Games. Nachfolgend alle Auszeichnungen und Preisträger im Überblick.
Gestaltung
- 2D Animation: Unpacking von Witch Beam
- 2D Character Design: Boyfriend Dungeon von Kitfox
- 2D Environment Art: Unpacking von Witch Beam
- 3D Animation: It Takes Two von Hazelight Studios
- 3D Character Design: It Takes Two von Hazelight Studios
- 3D Environment Art: Deathloop von Arkane
- Cinematography: Life is Strange: True Colors von Deck Nine
- UI Art: Deathloop von Arkane
- VFX: Returnal von Housemarque

Audio
- Music Composition: Deathloop von Arkane
- Sound Design: Returnal von Housemarque
- Voice Acting: Deathloop von Arkane

Design
- Accessibility Innovation: Ratchet & Clank: Rift Apart von Insomniac Games
- Gameplay Design: It Takes Two von Hazelight Studios
- Level Design: It Takes Two von Hazelight Studios
- Systems Design: Deathloop von Arkane
- UI/UX: Deathloop von Arkane

Technologie
- Achievements in New Technology: Returnal von Housemarque
- AI: Returnal von Housemarque
- Audio Technology: Deathloop von Arkane
- Engine Technology: Ratchet & Clank: Rift Apart von Insomniac Games
- Gameplay Technology: Ratchet & Clank: Rift Apart von Insomniac Games
- Graphics Technology: Forza Horizon 5 von Playground Games
- Networking Technology: Valheim von Iron Gate AB und It Takes Two von Hazelight
- Systems Technology: Deathloop von Arkane
- Achievements in New Technology: Returnal von Housemarque
- AI: Returnal von Housemarque
- Audio Technology: Deathloop von Arkane
- Engine Technology: Ratchet & Clank: Rift Apart von Insomniac Games
- Gameplay Technology: Ratchet & Clank: Rift Apart von Insomniac Games
- Graphics Technology: Forza Horizon 5 von Playground Games
- Networking Technology: Valheim von Iron Gate AB und It Takes Two von Hazelight
- Systems Technology: Deathloop von Arkane

Support
- Community Management: It Takes Two von Hazelight Studios
- Customer Support: It Takes Two von Hazelight Studios
- Marketing: Deathloop von Arkane
- Production/Management: Deathloop von Arkane
- Quality Assurance: Deathloop von Arkane
- Research & Analytics: Deathloop von Arkane

Erzählung
- Dialogue: It Takes Two von Hazelight Studios
- Narrative Design: It Takes Two von Hazelight Studios
- Story: It Takes Two von Hazelight Studios
- World Building: Returnal von Housemarque

Verschiedenes
- Representation: Deathloop von Arkane
- Upcoming Indie: Double Loop Games
- Workplace Diversity and Inclusivity: Double Loop Games
- Trust/Safety: Final Fantasy XIV: Endwalker von Square Enix